# Constantin Bobeică
Pedagog prin vocație, publicist prin nerv, patriot prin esență. Constantin Bobeică este unul dintre oamenii care alcătuesc sarea acestui pămînt. Orcât de mult ați căuta, cu regret nu-i veți găsi numele în analele acedemiei Romîne. Nici în cele ale Academiei de Științe de la Chișinău și totuși Domnul profesor Constantin Bobeică este un academician. Nu numai de aceea că îl numim noi cu afecțiune și în semn de recunoaștere a vastității cunoștințelor sale a spiritului filozofic, analitic ce-l caracterizează în abordarea problemilor de viață, a celor din domeniul limbii șii literaturii române aistoriei nationale și universale, eticii ș.a.

### Biografie
Constantin Bobeică vede lumina zilei la 5 iulie 1924 în seliștea de mazili Cobîlca, jud.Orhei. Dupa absolvirea scolii primare din sat, studiile secundare le realizează la liceul ,,B.P. Hasdeu" (Chisinau). Studiile superioare, filologia, le realizează la Institutul Pedagogic Chișinău între anii 1946-1958 întercalând 7 ani de gulag siberian (reg.Tiumen și Kurgan, 1949-1956, unde s-a despărțit pe vecie de cea mai scumpă ființă Mama Eugenia). Veteran de război în cadrul Armatei Romîne. Activează ca profesor de română și franceză în 1944-1949 și 1956-1986, în școlile din Onișcani, Frumoasa, Cornova, Cobâlca. Școlii din satul de baștina îi consacră 33 de ani de apostol. După revenirea din gulag, se manifestă și ca jurnalist (din 1957 pînă în 2013), învrendnicindu-se de Premiul Uniunilor Jurnaliștilor din Moldova (1984), premiile oferite de publicațiile:Literatura și Arta, Făclia, Moldova suverană etc.

### Apariții editoriale:
O cronologie pentru Istoria satului Cobâlca (Editura Museum, ChIșinău, 1999);
Apocalipsa Siberiei (Memorii, rev. Basarabia, nr. 3, 1993);
Eseul istorico-publicistic Codreanca, în vol. IV al itinerarului documentar-publicistic ilustrat Localitățile Republicii Moldova (Fundația Draghiștea, Chișinău, 2005);
Între stele țărâne. Schițe, eseuri, publicisticăă, memorialistică (Editura Pontos, Chișinău, 2005);
Oratio recta. Versuri, cugetări, folclor local (Editura Pontos, Chișinău, 2006);
Moment crepuscular. Studii, eseuri, creionări (Editura Pontos, Chișinău, 2007);
Dor de Muntele Bobeica. Studii, publicistică, memorialistică, tangențe. (Editura Prometeu, Chișinău, 2009);
Sinteze. Trăite, văzute, cugetate, durute. (Editura Prometeu, Chișinău, 2010);

### Încheiere
În final Constantin Bobeică a fost un poet, publicist și patriot din satul Cobâlca jud.Orhei (acum satul Codranca, Raionul Strășeni). A avut o contribuție semnificativă în literatura Rebublicii Moldova, prin intermediul operilor sale, care reflectă deagostea pentru patrie și natura frumoasă a Moldovei. Aceste opere sunt pline de emoție și sensibilitate, capturând esența tradițiilor și valorilor moldovenești. Este un reprezentant important al literaturii noastre și este admirat pentru talentul său și devotamentul față de cultura națională.Va rămâne mereu în amintirea noastră ca un exemplu de cumsecădenie și modestie,de sete în a cunoaște și a promova Adevărul. Impresionant a fost și atașamentul său față de profesia aleasă, nestrămutat era crezul său ca deșteptarea conaționalilor se poate realiza prin recuperarea demnității umane ,dar și printr-o recurerare de literatură ,artă,cultură,spiritualitate...

Decât piramidele egiptene, mai trainice și mai
apropiate de suflet-monumentele memoriei umane.
C. Bobeică